# Szczeciński Szybki Tramwaj
Szczeciński Szybki Tramwaj (SST) – bezkolizyjne połączenie tramwajowe w Szczecinie, łączące prawobrzeżną i lewobrzeżną część miasta. Trasa ma za zadanie zapewnić szybkie i sprawne połączenie łączące zalety klasycznego tramwaju i metra. Pierwszy odcinek trasy o długości 4,0 km został uruchomiony 29 sierpnia 2015 roku. Realizacja następnego odcinka o długości 2,9 km jest planowana w późniejszych latach.

## Historia

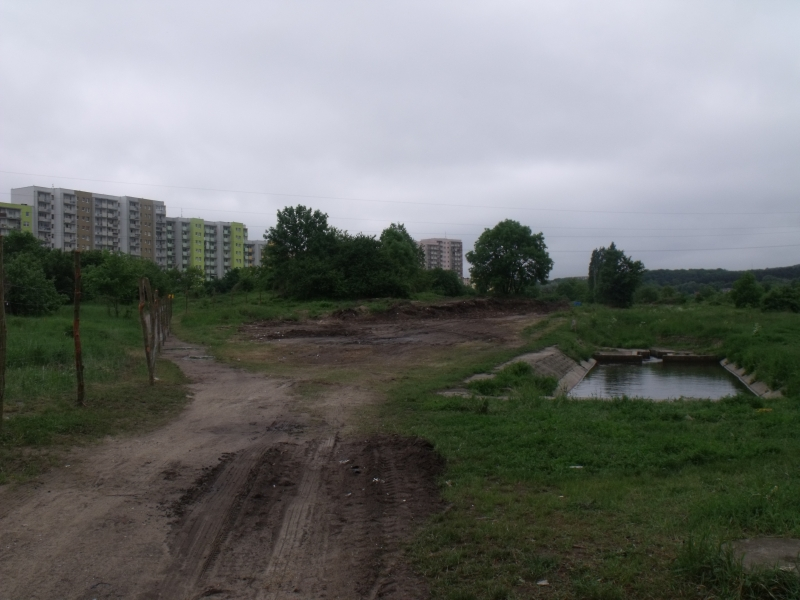
Pętla Turkusowa przed rozpoczęciem budowy

### Planowanie
Pierwsze koncepcje połączenia prawobrzeża Szczecina z centrum i dalej z Policami powstały jeszcze w latach siedemdziesiątych – zakładano wówczas budowę metra lub szybkiej kolei biegnącej na obrzeżach na powierzchni, a w centrum miasta pod ziemią. W rejonie dworca głównego trasa miała łączyć się z siecią kolejową i dalej po przekroczeniu Odry i Regalicy prowadzić do osiedla Słonecznego.
Odmiennie od pierwszych pomysłów, w 1976 roku Wojewódzkie Przedsiębiorstwo Komunikacji Miejskiej zleciło wykonanie koncepcji trasy tramwajowej łączącej Basen Górniczy z Klęskowem. Planowana długość trasy wyniosła 6,973 km, a w koncepcji założono też dalszy rozwój sieci tramwajowej na Prawobrzeżu – między innymi rozbudowę linii w kierunku Płoni i Śmierdnicy. W 1982 roku rozpoczęto prace projektowe. Zespół liczący 25 osób konsultował się z gronem ekspertów, do którego należeli Zygmunt Nowak, Jan Bogusławski, Jan Józef Podoski, Andrzej Sternicki oraz Piotr Zaremba. Finalny efekt nie został jednak osiągnięty.
Po latach zastoju w 1994 roku Szczeciński Szybki Tramwaj trafił do miejscowego planu zagospodarowania przestrzennego, dzięki czemu zarezerwowano tereny pod jego przebieg. Pięć lat później zatwierdzono nową koncepcję szybkiego tramwaju i wytyczono jego trasę, która nieco różniła się od tej z lat siedemdziesiątych.
12 lipca 2003 roku otwarto jeden z najdroższych elementów inwestycji – Most im. Pionierów Miasta Szczecina, którego część, most M2, przeznaczony jest dla SST. W październiku 2008 roku Miasto Szczecin otrzymało rekomendację dla dofinansowania z Unii Europejskiej na budowę SST. Finalnie w 2012 roku udało się rozpisać przetarg. Zadanie zakładało budowę 4 km toru podwójnego oraz elementów towarzyszących, m.in. budowę estakad nad trasą tramwaju wzdłuż ulic Hangarowej i Gryfińskiej oraz przesunięcie zabytkowej willi Grünebergów. Projekt wykonawczy został przygotowany przez Biuro Projektów Budownictwa Komunalnego w Gdańsku. Podwykonawcami dokumentacji w Szczecinie byli Biuro Projektów Inbud ze Szczecina i Elektroprojekt z Łodzi. Przetarg na budowę został rozstrzygnięty pół roku później, a wygrało je konsorcjum firm Strabag i Mytoll. Zwycięzcy wycenili swoje usługi na 170 mln zł. Na inwestycję Unia Europejska przyznała 106 mln zł dofinansowania.

### Budowa

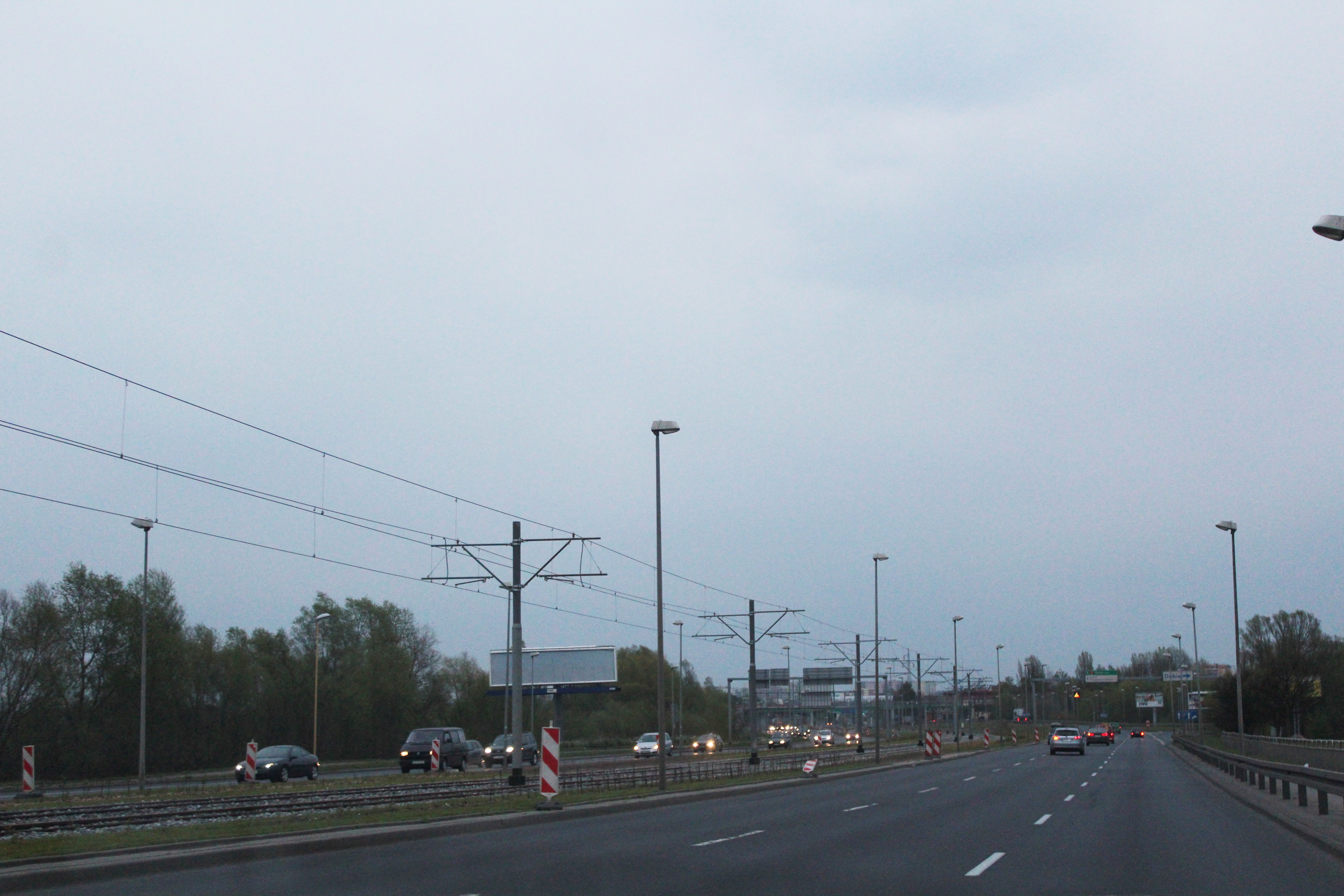
Linia SST w ciągu ulicy Eskadrowej

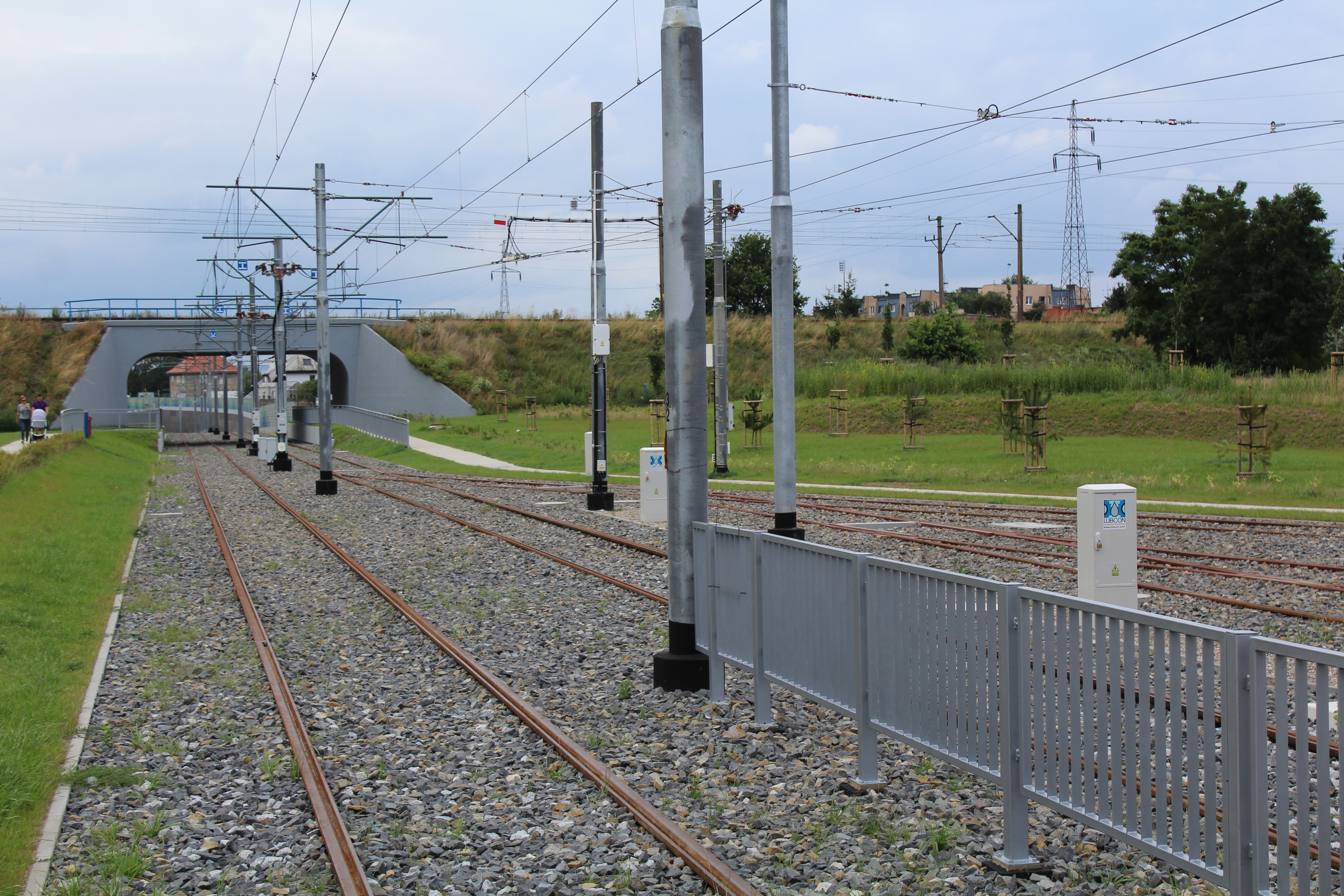
Widok z pętli Turkusowa w stronę Basenu Górniczego

11 kwietnia 2013 roku na pętli Basen Górniczy we wnętrzu tramwaju Pesa Swing prezydent miasta Piotr Krzystek wraz z przedstawicielami konsorcjum podpisał umowę na budowę pierwszego etapu. 23 kwietnia miasto przekazało wykonawcy tereny pod budowę.
W pierwszej kolejności wykonawca zajął się budową odcinka między Basenem Górniczym a przystankiem Lotnisko. Pierwsze poważne utrudnienia w ruchu kołowym pojawiły się po regatach The Tall Ships’ Races, gdy 13 sierpnia 2013 roku wykonawca zamknął dla ruchu południową jezdnię znajdującej się w ciągu drogi krajowej nr 10 ulicy Hangarowej, gdzie rozpoczęta została budowa estakady nad trasą tramwaju. 10 stycznia 2014 roku ten sam los spotkał ulicę Gryfińską. 19 października przesunięta na nowe miejsce została zabytkowa willa Grünebergów, którą pierwotnie planowano wyburzyć, kolidująca wcześniej z lokalizacją kolektora ściekowego. Sprawa została nagłośniona także w mediach ogólnopolskich, jako że tego typu operacje nie są wykonywane zbyt często.

To unikatowe przedsięwzięcie, gdyż takich zadań w Polsce nie wykonuje się za dużo. Zadanie jest ciekawe nie tylko pod względem inżynierskim, ale także dla obserwujących.
– kierownik budowy Zbigniew Szubski o przesunięciu willi w wywiadzie dla telewizji TVN24

11 kwietnia 2015 roku minął termin wykonania inwestycji, a wszystkie prace zakończyły się zgodnie z planem.

### Eksploatacja
Pomimo ukończenia budowy trasy już w kwietniu, otwarcie pierwszego odcinka zaplanowano na przełom sierpnia i września 2015 roku. Wszystkiemu winne były opóźnienia przy remoncie trasy tramwajowej w ciągu ulic Gdańskiej i Energetyków. Pierwszym wagonem, który wjechał na nową trasę, była Tatra KT4Dt o numerze bocznym #131, a miało to miejsce podczas przejazdu technicznego, który odbył się 17 sierpnia 2015 roku. W następnych dniach odbyły się jeszcze próby z udziałem wagonów Pesa Swing #825 oraz Moderus Beta #601, a na koniec w dniu 27 sierpnia przejazd specjalny dla polityków.
Ostatecznie pierwszy tramwaj linii 8 z pasażerami wjechał na trasę 29 sierpnia 2015 roku o godzinie 4:52, a wagonem, który obsłużył ten kurs, był Pesa Swing o numerze taborowym 814. W ramach promocji przejazd tramwajem w dniach 29–30 sierpnia był darmowy. Do obsługi nowo otwartej trasy zostały skierowane linie 2 i 8. W pierwszych miesiącach eksploatacji doszło do kilku poważnych awarii na trasie, które powodowały wstrzymywanie ruchu. Już pierwszego dnia okazało się, że wadliwie została wykonana sieć trakcyjna w rejonie przejazdu pod ulicą Hangarową. Doszło tam kilkakrotnie do uszkodzeń odbieraków prądu, efektem czego było czasowe ograniczenie prędkości. Awarię usunięto po kilkunastu dniach prac, które wykonawca prowadził głównie w nocy, tak aby nie wstrzymywać ruchu tramwajów. Do groźnej sytuacji doszło z kolei w listopadzie 2015 roku, gdy na Moście Pionierów odłamał się kilkunastocentymetrowy fragment szyny w miejscu spoiny. Konieczne stało się ponowne ograniczenie prędkości, a wykonawca został zobowiązany do sprawdzenia, wraz z komisją jakości, pozostałych blisko 800 spoin na trasie.
16 czerwca 2016 roku po trasie SST rozpoczęła kursowanie linia 7 do tej pory zawracająca na Basenie Górniczym. Jej wydłużenie zostało zakomunikowane zaledwie 13 godzin przed rozpoczęciem kursowania – wszystko to z powodu niespodziewanej awarii Mostu Cłowego, którego zamknięcie miało mieć przełożenie na wzmożony ruch na Moście Pionierów. Początkowo wydłużenie linii 7 miało nastąpić dopiero po wybudowaniu pętli autobusowej Turkusowa, która miała być gotowa do końca 2016 roku, jednak 30 czerwca miasto zerwało umowę z wykonawcą. Oficjalnym powodem było nierozpoczęcie prac budowlanych w wyznaczonym terminie. Za to zgodnie z planem rozpoczęła się budowa mogącego pomieścić ponad 400 aut parkingu Park&Ride przy przystanku Hangarowa. Firma Eurovia wkroczyła na plac budowy w maju 2016 roku.

## Przebieg
Trasa SST na całej długości biegnie bezkolizyjnie względem istniejącego i projektowanego układu drogowego. Trasa rozpoczyna się w miejscu istniejącego od lat siedemdziesiątych węzła przesiadkowego Basen Górniczy. Stamtąd łagodnym łukiem tory prowadzą na most nad rzeką Regalicą, a następnie – spadkiem w dół – do przystanku Hangarowa. Pomiędzy przystankami Hangarowa a Turkusowa na długości 0,8 km linia przebiega w wykopie obudowanym, w którym znajduje się przystanek Jaśminowa ZUS. Nieco dalej linia tramwajowa przechodzi przepustem pod linią kolejową nr 351, za którym znajduje się pętla Turkusowa, będąca ostatnim przystankiem pierwszego etapu. Dalej trasa tramwajowa będzie przebiegać po południowej stronie linii kolejowej nr 417, oddzielającej tramwaj od osiedla Słonecznego. Drugi etap kończy się na pętli Kijewo, znajdującej się za ulicą Dąbską, w okolicach osiedla nad Rudzianką.

## Przystanki i pętle
| Nazwa          | Rodzaj             | Data otwarcia          | Osiedle                 | Perony | Tory odstawcze | Pętla autobusowa | Punkt obsługi pasażerów | Parking Park&Ride |
| -------------- | ------------------ | ---------------------- | ----------------------- | ------ | -------------- | ---------------- | ----------------------- | ----------------- |
| Basen Górniczy | pętla + przystanek | 1927                   | Międzyodrze-Wyspa Pucka | 1 + 2  | Tak            | Tak              | Tak                     | Nie               |
| Hangarowa      | przystanek         | 2015                   | Dąbie                   | 2      | Nie            | Nie              | Nie                     | Tak               |
| Jaśminowa ZUS  | przystanek         | 2015                   | Zdroje                  | 2      | Nie            | Tak              | Nie                     | Nie               |
| Turkusowa      | pętla + przystanek | 2015                   | Zdroje                  | 3 + 2  | Tak            | Tak              | Tak                     | Tak               |
| Lniana         | przystanek         | planowane po 2027 roku | Bukowe-Klęskowo         |        |                |                  |                         |                   |
| Handlowa       | przystanek         | planowane po 2027 roku | Bukowe-Klęskowo         |        |                |                  |                         |                   |
| Dąbska         | przystanek         | planowane po 2027 roku | Bukowe-Klęskowo         |        |                |                  |                         |                   |
| Kijewo         | pętla              | planowane po 2027 roku | Bukowe-Klęskowo         |        |                |                  |                         |                   |

### Basen Górniczy
Przystanek  funkcjonuje jako jeden z głównych węzłów komunikacyjnych prawobrzeżnego Szczecina. Obsługuje linie tramwajowe nr 2, 7 i 8, a także liczne linie autobusowe, w tym pospieszne i nocne. W ramach budowy Szczecińskiego Szybkiego Tramwaju został zmodernizowany i zintegrowany z nową trasą tramwajową. Od 2015 roku stanowi punkt początkowy dla linii SST, łącząc ją z centrum miasta przez estakadę nad ulicą Gdańską.
Zespół przystankowy Basen Górniczy składa się z dwóch peronów tramwajowych oraz rozbudowanej pętli autobusowej. Znajduje się przy ulicy Gdańskiej, w pobliżu Mostu im. Pionierów Miasta Szczecina. Perony tramwajowe są wyposażone w wiaty, ławki, tablice informacyjne i system dynamicznej informacji pasażerskiej. W sąsiedztwie przystanku znajduje się parking typu „Park & Ride”, stacja roweru miejskiego oraz punkty usługowe. Przystanek jest w pełni dostępny dla osób z niepełnosprawnościami. W godzinach szczytu stanowi jeden z najbardziej obciążonych punktów przesiadkowych w mieście.

### Hangarowanż
Przystanek Hangarowa (na żądanie) został uruchomiony wraz z pierwszym etapem SST w sierpniu 2015 roku. Obsługiwany jest przez linie tramwajowe nr 2, 7 i 8, kursujące w kierunku Turkusowej. Ze względu na lokalizację w pobliżu terenów przemysłowych i ograniczony ruch pieszy, przystanek funkcjonuje jako punkt zatrzymania na żądanie.
Zlokalizowany przy ulicy Hangarowej, przystanek znajduje się na estakadzie nad trasą szybkiego tramwaju. Posiada jeden peron boczny z wiatą, tablicą informacyjną i oświetleniem. Brak infrastruktury towarzyszącej, takiej jak windy czy przejścia podziemne, wynika z jego ograniczonej funkcji. Przystanek służy głównie pracownikom pobliskich zakładów oraz pasażerom przesiadającym się z autobusów kursujących ulicą Hangarową. W godzinach wieczornych i weekendowych zatrzymania są rzadsze, a część kursów przejeżdża bez postoju.

### Jaśminowa ZUS

#### Historia
Przystanek został uruchomiony 29 sierpnia 2015 r. w ramach pierwszego etapu budowy linii szybkiego tramwaju. W tym dniu zaczęły go obsługiwać linie tramwajowe nr  2 i  8. Od 16 czerwca 2016 r. kursuje także linia 7. W jego pobliżu znajduje się zabytkowa willa Grünebergów, która w 2014 r. została przesunięta w związku z budową kolektora ściekowego.

#### Opis
Przystanek położony jest w wykopie 4 metry poniżej poziomu gruntu, obudowanym między ulicami Hangarową i Gryfińską, na osiedlu Zdroje o długości 789 m. Nazwa przystanku nawiązuje do pobliskiej ulicy Jaśminowej i budynku Zakładu Ubezpieczeń Społecznych stojącego w bliskiej odległości. Znajdują się na nim dwa jednokrawędziowe perony boczne. Strop nad każdym z peronów podtrzymywany jest przez 12 prostopadłościennych filarów. Ściany peronów wykończono ryflowaną okładziną w barwach zielono-niebiesko-granatowych. Przystanek jest wyposażony w ławki, kosze na śmieci, tablicę informacyjną i oświetlenie. Połączony jest z ulicą Batalionów Chłopskich i ulicą Gryfińską poprzez przejście podziemne i windy. W pobliżu wiaduktu nad linią szybkiego tramwaju zlokalizowane są przystanki autobusowe Jaśminowa ZUS, pętla uliczna (obecnie niewykorzystywana) oraz stacja roweru miejskiego Bike S Batalionów Chłopskich-Gryfińska SST.

### Turkusowa
Pętla tramwajowo-autobusowa Turkusowa została uruchomiona 29 sierpnia 2015 roku jako końcowy punkt pierwszego etapu Szczecińskiego Szybkiego Tramwaju. Początkowo obsługiwała linie tramwajowe nr 2 i 8, a od 16 czerwca 2016 roku także linię 7. Część autobusowa pętli została oddana do użytku 29 stycznia 2018 roku, umożliwiając obsługę linii 54, 65, 79, 84, 91 i 94. Pętla powstała na zapleczu marketu „Selgros”, w sąsiedztwie linii kolejowej nr 351.
Turkusowa to rozbudowany węzeł przesiadkowy, składający się z czterech peronów tramwajowych i pięciu autobusowych. Na terenie pętli znajdują się:
- przejście podziemne z pochylniami dla osób z niepełnosprawnościami,
- budynek socjalno-kasowy i podstacja trakcyjna,
- parking Park & Ride na 60 miejsc,
- zadaszony parking rowerowy Bike & Ride,
- dwie automatyczne toalety.

Perony wyposażono w wiaty, ławki, tablice informacyjne i oświetlenie. Pętla jest w pełni dostępna i stanowi punkt przesiadkowy dla mieszkańców osiedli Słoneczne i Majowe. W godzinach szczytu obsługuje intensywny ruch pasażerski, a jej lokalizacja sprzyja dalszej rozbudowie SST w kierunku Kijewa.

### Przystanki planowane
Drugi etap budowy SST zakłada przedłużenie linii tramwajowej od pętli Turkusowa w kierunku osiedla Kijewo. Koncepcja przebiegu trasy została opracowana w ramach studium korytarzowego i zakłada budowę czterech nowych przystanków: Lniana, Handlowa, Dąbska oraz pętli Kijewo. Projekt przewiduje wydzielone torowisko o długości ok. 2,8 km, bez skrzyżowań w jednym poziomie z istniejącą infrastrukturą drogową.

#### Lniana
Przystanek zlokalizowany w pobliżu ulicy Lnianej, obsługujący osiedle Słoneczne. Planowana jest budowa tunelu pod ulicą oraz wiaty z pełnym wyposażeniem.

#### Handlowa
Węzeł przesiadkowy z komunikacją autobusową, zlokalizowany przy skrzyżowaniu z ul. Handlową. Przewidziano budowę wiaduktu drogowego nad torowiskiem.

#### Dąbska
Przystanek w rejonie ul. Dąbskiej, w pobliżu terenów zielonych i nowej zabudowy mieszkaniowej. Będzie wyposażony w peron boczny i system informacji pasażerskiej.

#### Kijewo
Końcowa pętla tramwajowa drugiego etapu SST, zlokalizowana za ul. Dąbską, w okolicach osiedla nad Rudzianką. Planowana jest budowa peronów tramwajowych, pętli autobusowej oraz infrastruktury towarzyszącej (parking, toalety, stacja rowerowa).

## Obiekty inżynierskie

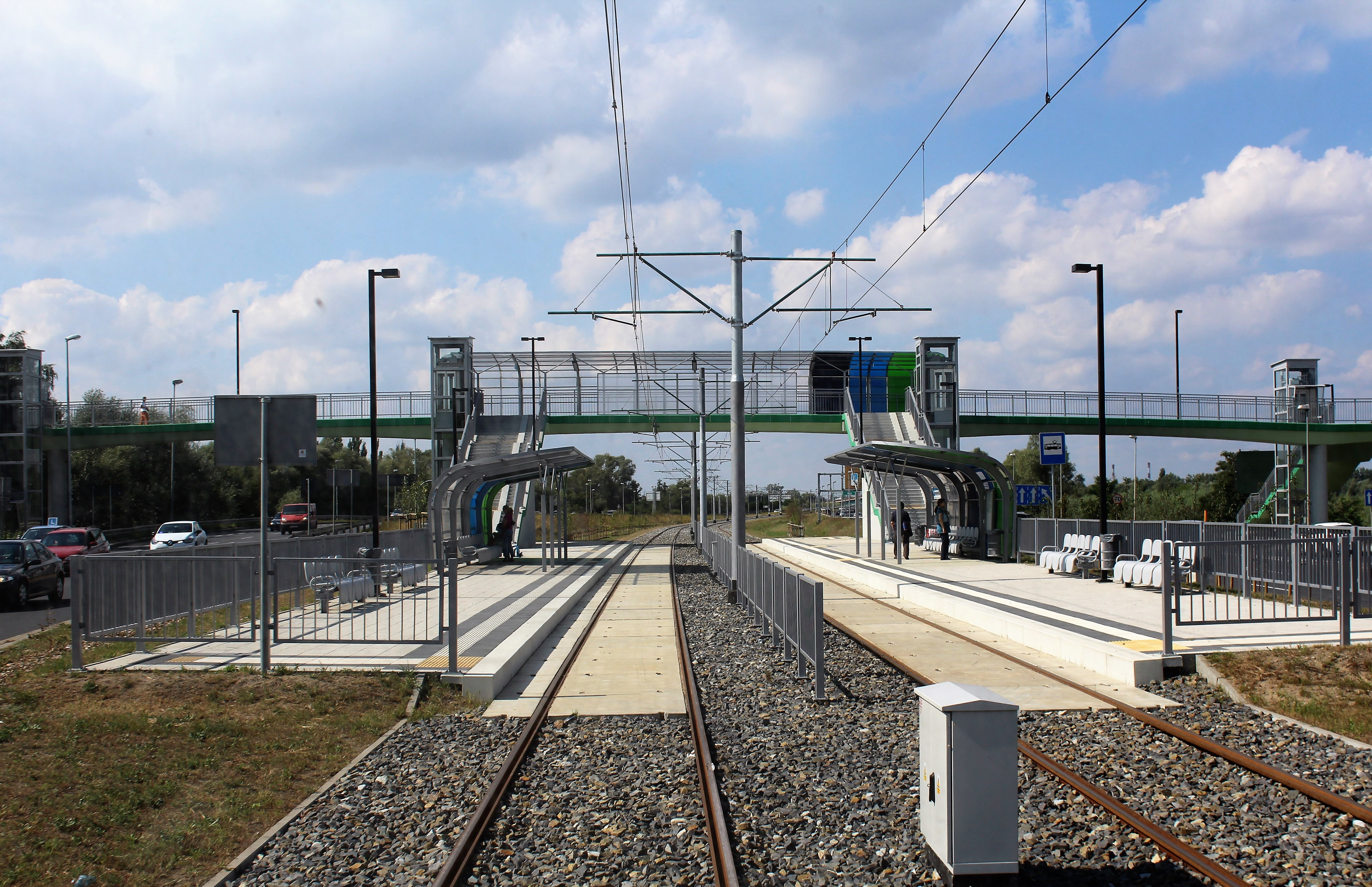
Kładka dla pieszych oraz przystanek tramwajowy „Hangarowa”

Wzdłuż trasy I etapu SST powstały następujące następujące obiekty inżynierskie:
- most M2 nad Regalicą;
- estakada wzdłuż ulicy Hangarowej pod którą przebiega tramwaj o konstrukcji zespolonej trzyprzęsłowej długości 65,5 m każdy;
- wiadukt wzdłuż ulicy Batalionów Chłopskich (wraz z kładką technologiczną) pod którym przebiega tramwaj;
- tunel dla pieszych przy przystanku Turkusowa;
- żelbetowa kładka dla pieszych przy przystanku Hangarowa jako rama trzyprzęsłowa o długości 75 m;
- konstrukcja wykopu obudowanego murami oporowymi o szerokości 10 m i długości 788,7 m z otwartą górą (tzw. wanna);
- 3 przystanki z peronami o długości 60 metrów każdy wraz z bezkolizyjnymi wyjściami oraz tzw. małą architekturą;
- parking Park&Ride przy przystanku Hangarowa;
- pętla autobusowa przy przystanku Turkusowa;
- sieć trakcyjna o długości 8,2 km.

## Linie
Linie i przesiadki – stan na 30 lipca 2024 roku
Aktualnie trasą Szczecińskiego Szybkiego Tramwaju kursują trzy linie tramwajowe.
| Linia | Trasa | Długość [km] | Częstotliwość [min]                                             |
| ----- | --- | ------------ | --------------------------------------------------------------- |
| 2     | Dworzec Niebuszewo ↔ Turkusowa Orzeszkowej – Asnyka – Kołłątaja – Wyzwolenia – Niepodległości – Wyszyńskiego – Energetyków – Gdańska – Eskadrowa – Hangarowa – Jaśminowa                                                         | 11,5         | powszednie: 15/15/20 wolne: 15/20 1.I, Wielkanoc, 25.XII: 20/24 |
| 7     | (Głębokie) ↔ Osiedle Zawadzkiego ↔ Turkusowa Szafera – Sosabowskiego – Żołnierska – Mickiewicza – Bohaterów Warszawy – Krzywoustego – Plac Zwycięstwa – Wyszyńskiego – Energetyków – Gdańska – Eskadrowa – Hangarowa – Jaśminowa | 15,1 (17,8)  | powszednie: 15/15/20 wolne: 15/20 1.I, Wielkanoc, 25.XII: 20/24 |
| 8     | Gumieńce ↔ Turkusowa Kwiatowa – Ku Słońcu – Sikorskiego – Krzywoustego – Plac Zwycięstwa – Wyszyńskiego – Energetyków – Gdańska – Eskadrowa – Hangarowa – Jaśminowa                                                              | 13,0         | powszednie: 15/15/20 wolne: 15/20 1.I, Wielkanoc, 25.XII: 20/24 |

### Przesiadki
Na wybranych przystankach zorganizowano punkty przesiadkowe na autobusy linii kursujących po Prawobrzeżu.
| Przystanek     | Linie autobusowe            |
| -------------- | --------------------------- |
| Basen Górniczy | 56, 72, 73, 93, 96, A, B, C |
| Jaśminowa ZUS  | 64, 65, 66, 73, 79, 84, 93  |
| Turkusowa      | 54, 65, 79, 84, 91, 94      |

## Przyszłość
Aktualnie analizowana jest możliwość zmiany przebiegu drugiego etapu tak, aby trasa tramwajowa przebiegała bliżej zabudowań. Dlatego rozważana jest rezygnacja z odcinka trasy Handlowa – Kijewo, gdzie rozwój budownictwa mieszkalnego jest dopiero w planach. Wstępny pomysł odnosi się do budowy trasy od przystanku Handlowa przez rondo Reagana i ulicę Kolorowych Domów do osiedla Bukowego oraz drugiej odnogi wzdłuż ulicy Łubinowej w okolice Sanktuarium.

## Finansowanie
Zbudowanie torowiska z Basenu Górniczego do pętli w Kijewie wraz z zakupem taboru miało kosztować ponad 321 mln zł. W 2007 roku po raz pierwszy miasto zagwarantowało większe pieniądze na tę inwestycję. W projekcie budżetu miasta znalazło się prawie 7 mln złotych. Pieniądze miały zostać w całości przeznaczone na wykup kilkunastu mieszkań, które były na trasie przyszłego tramwaju. Chodziło o dwa budynki przy ulicy Bagiennej 23 i 24. Zaplanowane w budżecie pieniądze musiały wystarczyć także na ich rozebranie. Uaktualniona miała zostać dokumentacja projektowo-kosztorysowa.
30 stycznia 2009 projekt budowy Szczecińskiego Szybkiego Tramwaju na odcinku Basen Górniczy – Turkusowa wpisany został na listę projektów indywidualnych dla „Programu Operacyjnego Infrastruktura i Środowisko 2007-2013”, gwarantując tym samym dofinansowanie w kwocie 106 mln zł przy założonych wydatkach na inwestycję w wysokości 240 milionów złotych.
15 marca 2013 prezydent Szczecina Piotr Krzystek podpisał umowę z dyrektorem Centrum Unijnych Projektów Transportowych o dofinansowanie przez Unię Europejską budowy SST. Dokładne dofinansowanie z Programu Operacyjnego Infrastruktura i Środowisko wyniosło 106 081 977,61 zł. Termin rozliczenia inwestycji to 31 lipca 2015 roku.

## Krytyka
Koncepcja Szczecińskiego Szybkiego Tramwaju spotkała się z krytyką przede wszystkim przebiegu trasy – z dala od zabudowań. W związku z tym konieczne jest dowożenie pasażerów z okolicznych osiedli do węzłów przesiadkowych autobusami. Przed otwarciem trasy punktem spornym były także plany Zarządu Dróg i Transportu Miejskiego odnośnie do likwidacji linii pospiesznych kursujących bezpośrednio z centrum do prawobrzeżnych osiedli. Skutkami tego były liczne akcje protestacyjne prowadzone w mediach społecznościowych oraz zbieranie podpisów za pozostawieniem autobusów. 29 stycznia 2018 roku, w związku z wprowadzeniem nowej siatki połączeń na prawobrzeżu, zawieszono szczytowe linie pospieszne D i E ze względu na malejącą frekwencję, w zamian zwiększono częstotliwość kursowania na liniach zwykłych, dowożących do szybkiego tramwaju.